# Jugendwettbewerb Informatik
Der Jugendwettbewerb Informatik ist ein Schülerwettbewerb der Bundesweiten Informatikwettbewerbe (BWINF), der Schülerinnen und Schülern einen Einstieg ins Programmieren bieten soll. Der Jugendwettbewerb wird seit 2017 jährlich ausgetragen. 
Träger des Wettbewerbes sind die Gesellschaft für Informatik (GI), die IuK-Gruppe der Fraunhofer-Gesellschaft und das Max-Planck-Institut für Informatik in Saarbrücken. Finanziell gefördert wird der Wettbewerb außerdem vom Bundesministerium für Bildung und Forschung (BMBF).  Die Schirmherrschaft über den Wettbewerb hat der Bundespräsident. Der Wettbewerb gehört zu den von der Kultusministerkonferenz anerkannten gesamtstaatlich geförderten Schüler- und Jugendwettbewerben.

## Teilnahmeberechtigte
Teilnahmeberechtigt sind alle Schüler in Deutschland sowie Schüler an deutschen Schulen im Ausland und Schüler im Ausland, die deutsche Staatsbürger sind.

## Ablauf
Seit 2018 besteht der Jugendwettbewerb Informatik aus drei Runden, von denen die ersten beiden Runden online bearbeitet werden. Die dritte Runde besteht aus zwei Aufgaben, die über einen längeren Zeitraum zu Hause bearbeitet werden können und deren Lösungen eingesendet werden müssen. Diese Aufgaben sind gleichzeitig auch die Junioraufgaben des Bundeswettbewerb Informatik.
Die erste Runde findet üblicherweise vor Ostern statt und geht seit 2020 über zwei Wochen. Während dieses Zeitraums können die Teilnehmer in 60 Minuten 6 Aufgaben lösen, die jeweils aus drei Teilaufgaben mit aufsteigender Schwierigkeit bestehen. Nur das Lösen der schwersten Teilaufgabe gibt volle Punktzahl (dafür müssen die einfacheren Teilaufgaben nicht gelöst werden), ansonsten gibt es nur Teilpunkte. Seit 2023 gibt es in der 1. Runde drei Wettbewerbe für drei Jahrgangsgruppen. So bearbeiten die Jahrgangsstufen 3 bis 6 die gleichen Aufgaben, die Stufen 7 bis 9 und alle Jahrgangsstufen ab der 10.
Die zweite Runde ist im Ablauf der ersten Runde gleich. Die Aufgaben sind allerdings schwieriger, nicht in Jahrgangsstufen unterteilt und eine Teilnahme an der ersten Runde ist Voraussetzung für eine Teilnahme an der zweiten Runde.
Die dritte Runde findet zusammen mit der ersten Runde des Bundeswettbewerb Informatik statt, üblicherweise vom 1. September bis etwa Ende November. Dabei sind die Junioraufgaben des Bundeswettbewerbes in Heimarbeit zu lösen.

## Aufgaben

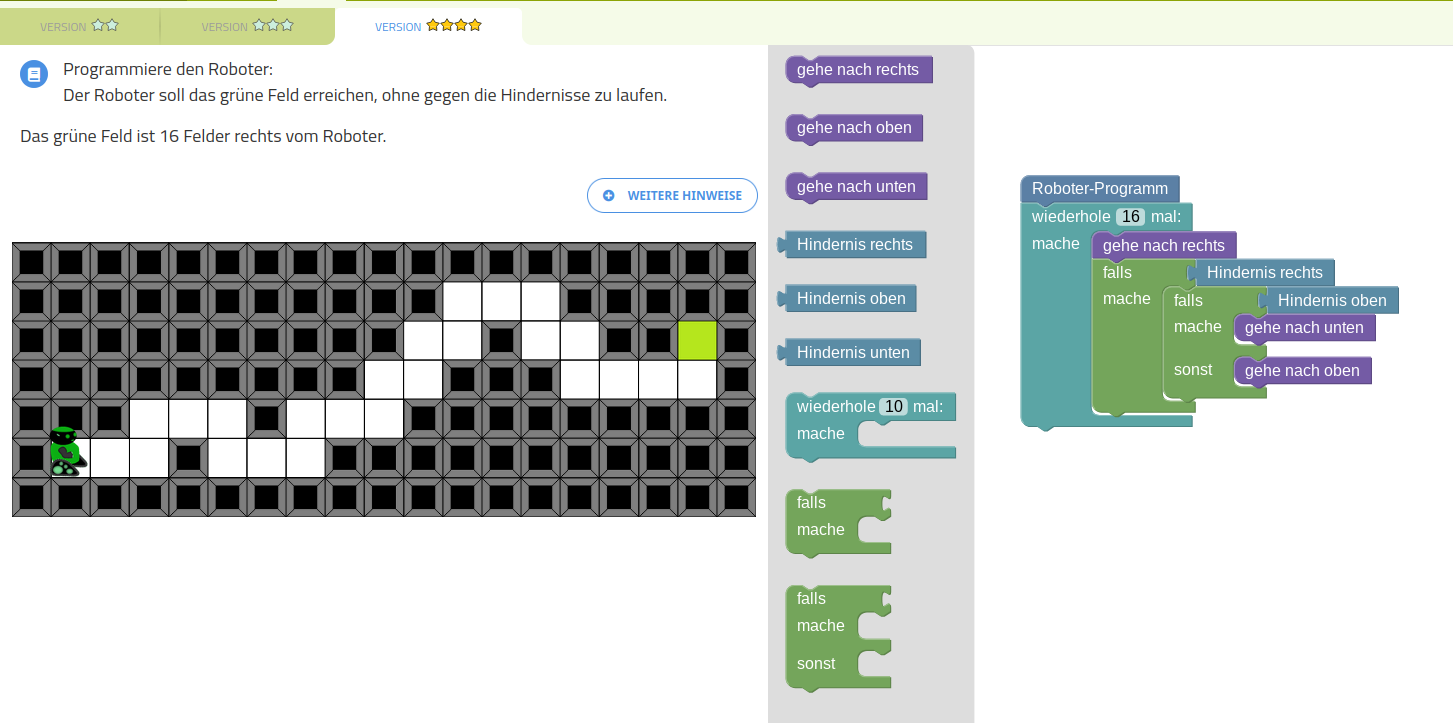
Eine Trainingsaufgabe der Wettbewerbsplattform

Die Aufgaben des Jugendwettbewerbs sind mit einer visuellen Programmierumgebung (Blockly) zu lösen. Daher muss von den Teilnehmern keine Programmiersprache erlernt werden. Zum Einstieg stehen auf den Wettbewerbsplattform zahlreiche Trainingsaufgaben zur Verfügung.

## Teilnahmezahlen
| Jahr | Teilnehmer (Runde 1) |
| ---- | -------------------- |
| 2017 | 08.566               |
| 2018 | 14.698               |
| 2019 | 16.494               |
| 2020 | 22.689               |
| 2021 | 26.300               |
| 2022 | 37.045               |
| 2023 | 43.226               |
| 2024 | 61.714               |
| 2025 | 71.971               |